# Glypta nursei
Glypta nursei är en stekelart som beskrevs av Cameron 1902. Glypta nursei ingår i släktet Glypta och familjen brokparasitsteklar. Inga underarter finns listade i Catalogue of Life.